# Kleindietwil
Kleindietwil es una antigua comuna suiza del cantón de Berna, situada en el distrito administrativo de Alta Argovia.

## Fusión
El 12 de diciembre de 2009, la asamblea comunal se reunió para decidir si aceptaba la fusión con las comunas de Madiswil y Leimiswil en la nueva comuna de Madiswil. De 148 votantes presentes en la asamblea, 134 votaron a favor de la fusión, mientras que 12 dieron un voto negativo. A partir del 1 de enero de 2011 la comuna de Kleindietwil fue integrada en la comuna de Madiswil.

## Geografía
Kleindietwil se encuentra situado en la meseta suiza, está bañado por el río Langete. La antigua comuna limitaba al norte con las comunas de Leimiswil y Madiswil, al este con Auswil y Rohrbach, al sur con Rohrbachgraben, y al oeste con Ursenbach.
Hasta el 31 de diciembre de 2009 situada en el distrito de Aarwangen.

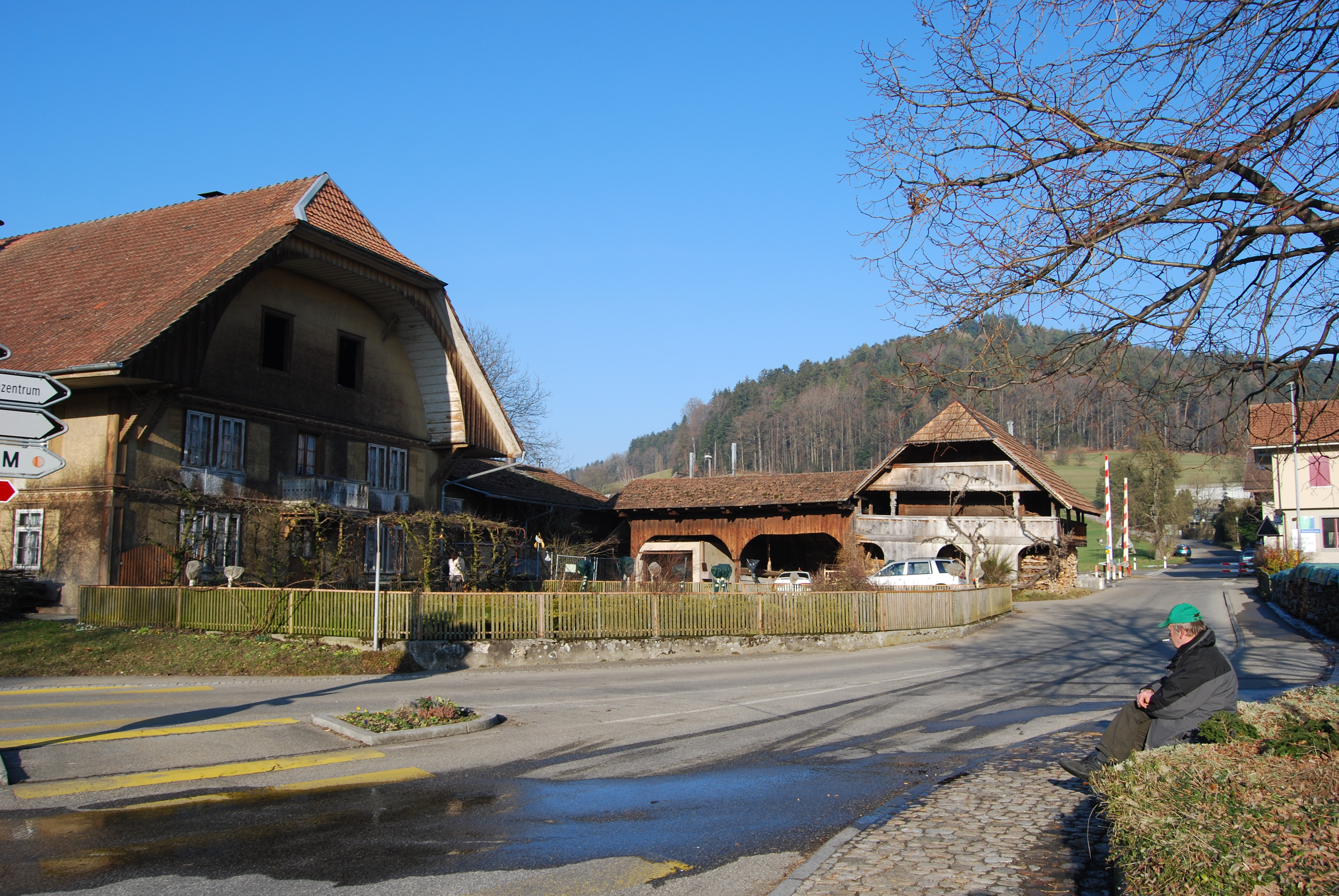
Kleindietwil